# Gheorghe Bădără
Gheorghe Bădără (* 16. August 1941) ist ein ehemaliger rumänischer Radrennfahrer.

## Sportliche Laufbahn
Bădără war Teilnehmer der Olympischen Sommerspiele 1964 in Tokio. Im olympischen Straßenrennen wurde er beim Sieg von Mario Zanin als 88. klassiert.  Die rumänische Mannschaft belegte mit Bădără, Emil Rusu, Ion Cosma und Constantin Ciocan im Mannschaftszeitfahren den 9. Rang.
1962 wurde er beim Sieg von Józef Jochem Dritter im Rennen Dookoła Mazowsza in Polen, wobei er eine Etappe gewann. 1965 gewann er eine Etappe der Rumänien-Rundfahrt.
1964 war er Teilnehmer der UCI-Straßen-Weltmeisterschaften.